# جاويد جعفري
جاويد جعفري هو ممثل هندي، ولد في 4 ديسمبر 1963 بمراد آباد في الهند.

## أعمال

### أفلام
- (1998) الأرض
- (2007) تا را رم بم
- (2007) دهامال
- (2008) روميو على الطريق[4]
- (2010) 3 بلهاء
- (2010) هيللو دارلينغ
- (2011) دابل دهامال
- (2014) بانغ بانغ[5]
- (2019) توتال دهامال

## وصلات خارجية
- جاويد جعفري على موقع IMDb (الإنجليزية)
- جاويد جعفري على موقع قاعدة بيانات الأفلام العربية
- جاويد جعفري على موقع ألو سيني (الفرنسية)
- جاويد جعفري على موقع ميوزك برينز (الإنجليزية)
- جاويد جعفري على موقع أول موفي (الإنجليزية)
- جاويد جعفري على موقع قاعدة بيانات الأفلام السويدية (السويدية)
- جاويد جعفري على موقع قاعدة بيانات الفيلم (الإنجليزية)
- جاويد جعفري على موقع كينوبويسك (الروسية)